# تاكيشي مايدا
تاكيشي مايدا (前田剛 مايدا تاكيشي) هو ممثل ياباني ولد في 10 يناير 1975 في طوكيو.

## أدواره في الأنمي

### مسلسلات أنمي تلفزيونية
- أمير التنس - تتسو إيشيدا
- كاتيكيو هيتمان ريبورن! - لانسيا
- يوغي - فالون
- يوغي GX - زين تروسديل
- موشيشي - كورو (المطر يهطل، قوس القزح يظهر)
- سوزوكا - سويتشي مياموتو
- آيشيلد 21 - شوزو توغانو، أونسوي كونغو
- سكول رمبل - ناكامورا
- هايسكول اوف ذا ديد - أستاذ تيجيما
- مبارزة الأبطال - لويد، ساساموتو
- أغنية حب طيار - ماركوس سانتشيز
- حرب السحر - تسوكيومي فوجيكاوا

### أفلام أنمي
- حديقة الكلمات - شقيق تاكاو أكيزوكي

## وصلات خارجية
- تاكيشي مايدا على موقع IMDb (الإنجليزية)
- تاكيشي مايدا على موقع قاعدة بيانات الفيلم (الإنجليزية)
- تاكيشي مايدا على موقع كينوبويسك (الروسية)
- تاكيشي مايدا على موقع ANN person (الإنجليزية)